# منطقه ۱۳ پاریس
منطقه ۱۳ پاریس (به انگلیسی: 13th arrondissement of Paris) یکی از ۲۰ منطقه‌های پاریس پایتخت فرانسه است. در زبان فرانسه محاوره ای به این منطقه سیزدهم گفته می‌شود.
منطقه ۱۳ پاریس، به نام گوبلن، در ساحل سمت چپ رودخانه سن قرار دارد. این منطقه محل تجمع جامعه اصلی آسیایی واقع در جنوب شرقی منطقه شامل بسیاری از آپارتمان‌های مرتفع است. این محله دارای تمرکز بالایی از مشاغل قومی چینی و ویتنامی است. شهردار فعلی ژروم کومه ( حزب سوسیالیست) است که در ۲۹ مارس ۲۰۰۸ مجدداً توسط شورای سرآمد انتخاب شد و پس از لیستی که وی به ریاست آن رسیده بود ۷۰٪ آرا را در دور دوم انتخابات شهرداری فرانسه در ۲۰۰۸ کسب کرد و دوباره در ۱۳ آوریل ۲۰۱۴ دوباره انتخاب شد.
منطقه سیزدهمین، میزبان کتابخانه ملی فرانسه و منطقه تجاری تازه ساخته پاریس، ریو گوش است.

## نقشه منطقه

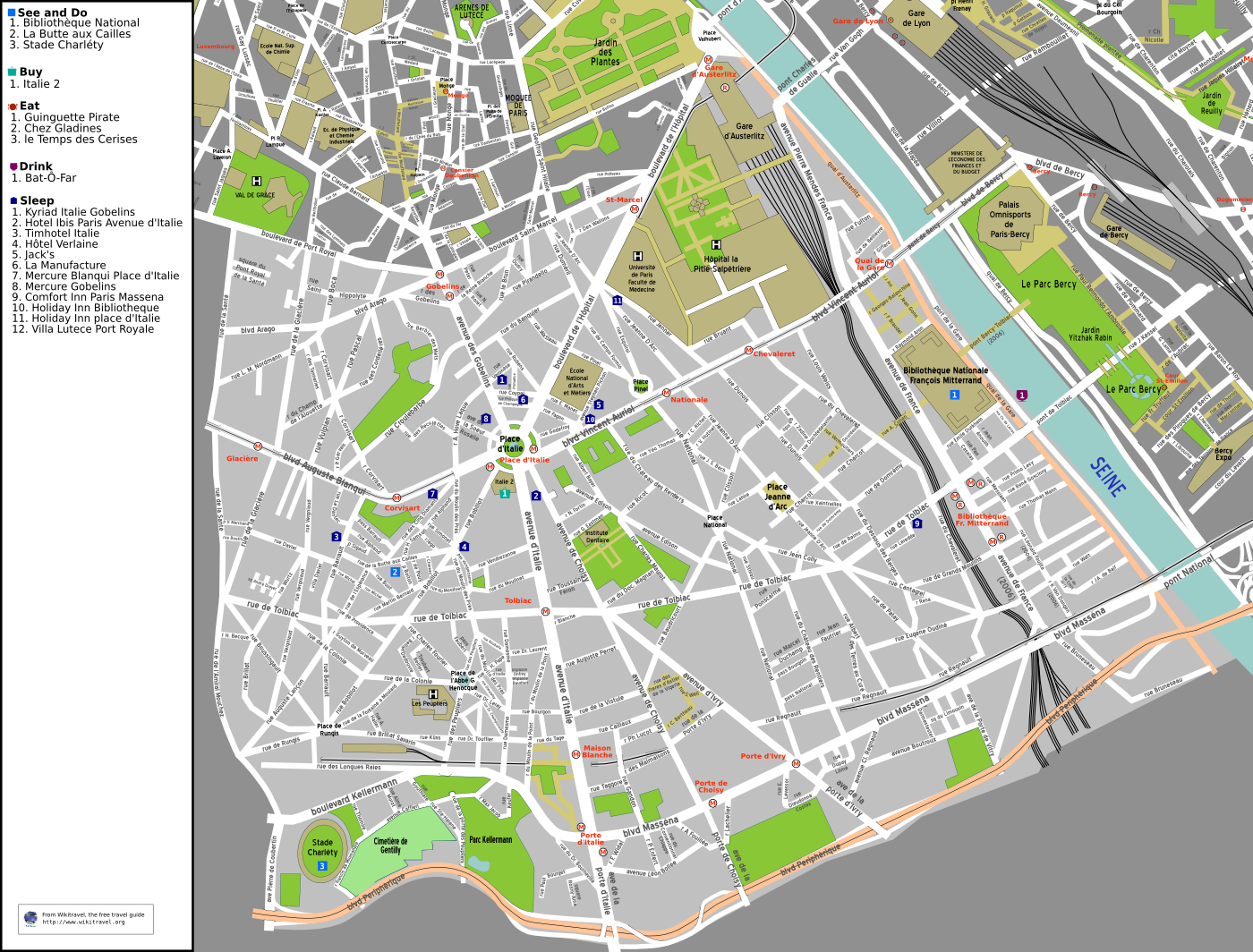
نقشه منطقه ۱۳

## جمعیت تاریخی
| سال (از سرشماری‌های فرانسه) | جمعیت   | تراکم (در هر کیلومتر مربع) |
| -------------------------- | ------- | -------------------------- |
| ۱۸۷۲                       | ۶۹٬۴۳۱  | ۱۲٬۳۴۲                     |
| ۱۹۵۴                       | ۱۶۵٬۶۲۰ | ۲۳٬۱۶۴                     |
| ۱۹۶۲                       | ۱۶۶٬۷۰۹ | ۲۳٬۳۲۹                     |
| ۱۹۶۸                       | ۱۵۸٬۲۸۰ | ۲۲٬۱۴۹                     |
| ۱۹۷۵                       | ۱۶۳٬۳۱۳ | ۲۲٬۸۵۴                     |
| ۱۹۸۲                       | ۱۷۰٬۸۱۸ | ۲۳٬۹۰۴                     |
| ۱۹۹۰                       | ۱۷۱٬۰۹۸ | ۲۳٬۹۴۳                     |
| ۱۹۹۹                       | ۱۷۱٬۵۳۳ | ۲۴٬۰۰۴                     |
| ۲۰۰۹ (اوج جمعیت)           | ۱۸۲٬۰۳۲ | ۲۵٬۴۵۹                     |

## مراکز تجاری
دفتر مرکزی آکور، از جمله مدیریت اجرایی شرکت، در ساختمان ادیسه در منطقه ۱۳ واقع شده‌است.
دفتر بازرگانی یوبی سافت در این منطقه قرار دارد.

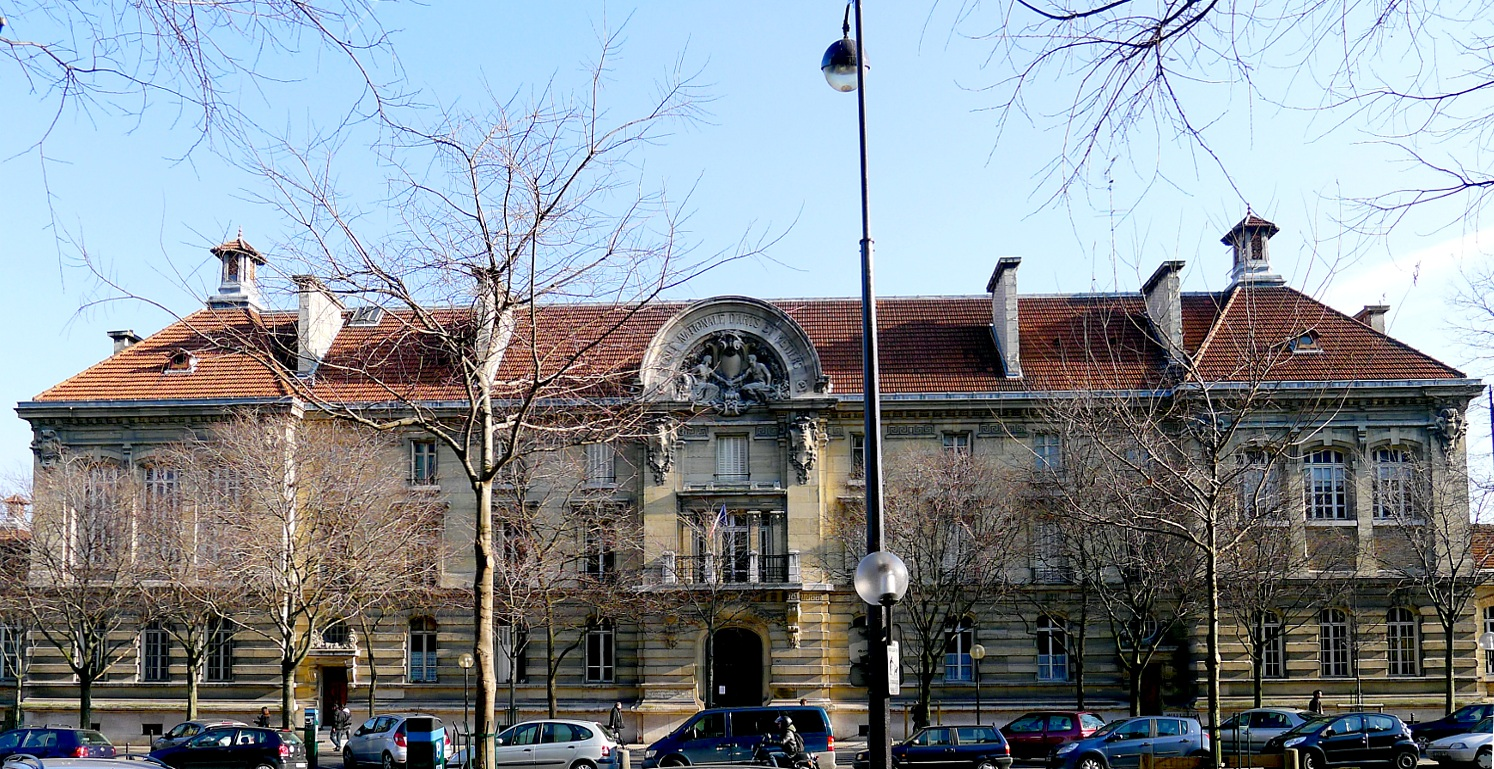
کامپوس اصلی پاریس (۱۹۱۲).

## مکان‌های دیدنی
- کتابخانه ملی فرانسه
- بیمارستان پیتی-سالپتری‌یر[۴]
- ایستگاه دوسترلیتس
- کارخانه گوبلن

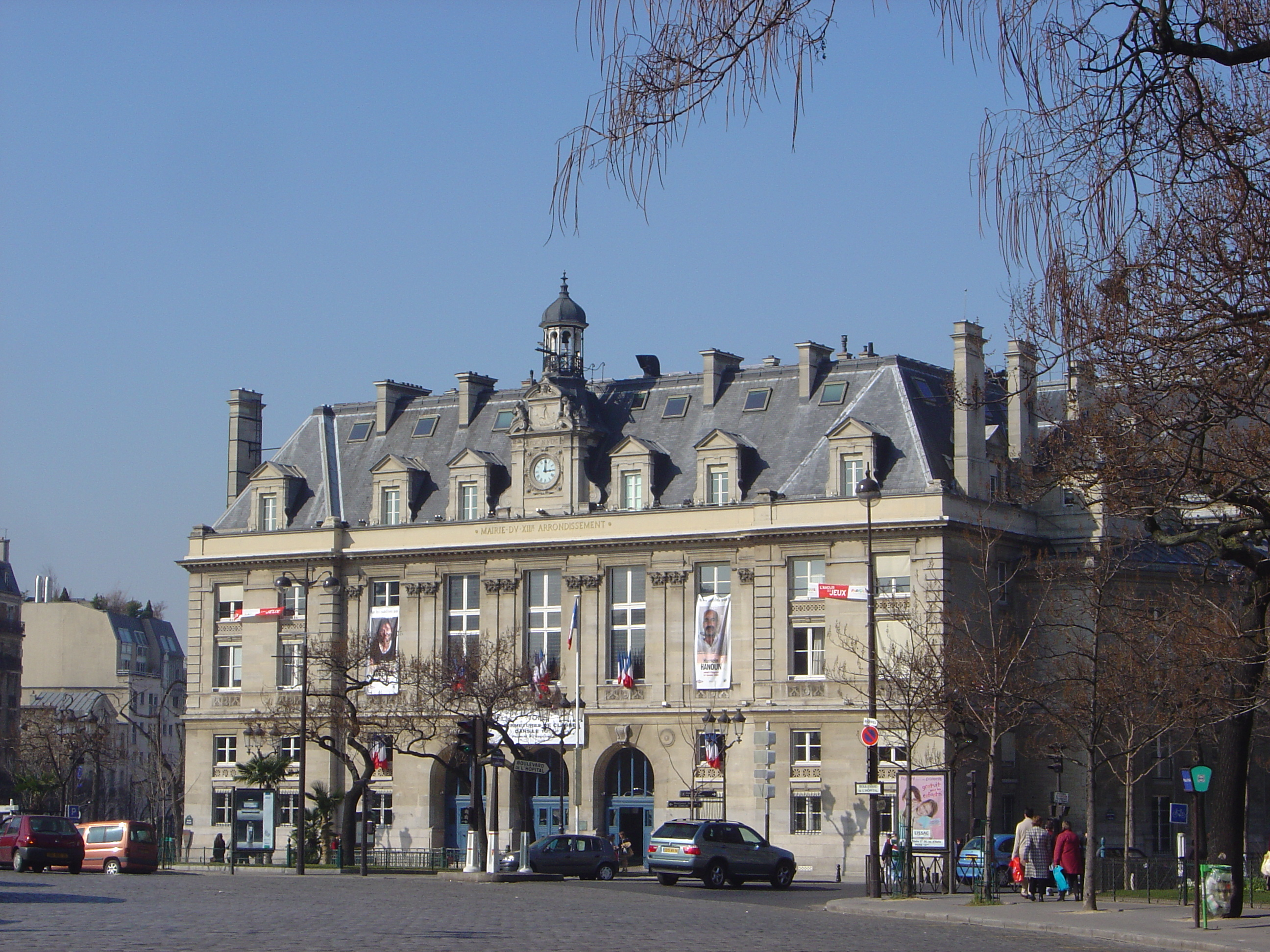
تالار شهر در منطقه ۱۳
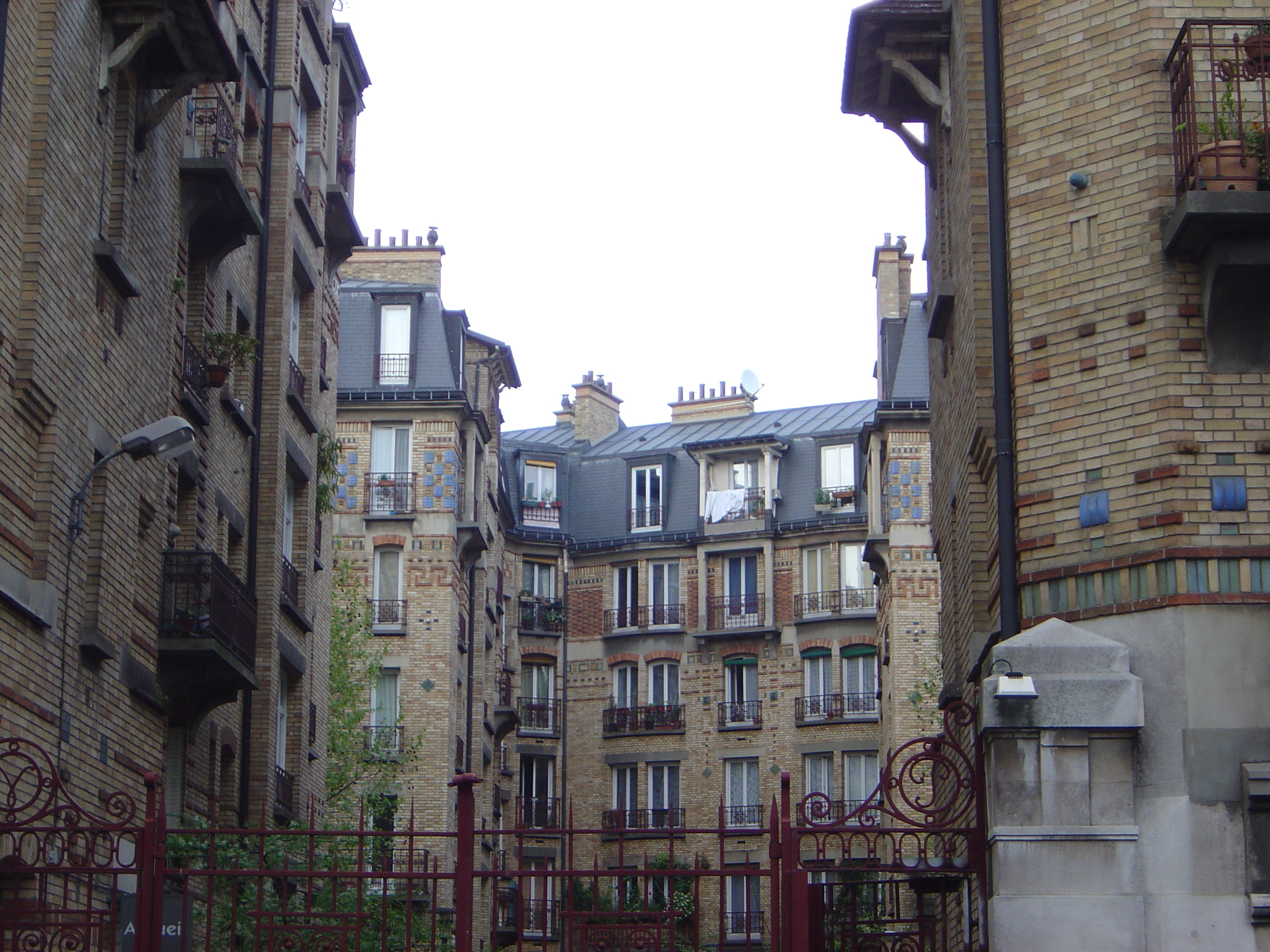
مسکن عمومی که در نیمه اول قرن بیستم ساخته شده‌است
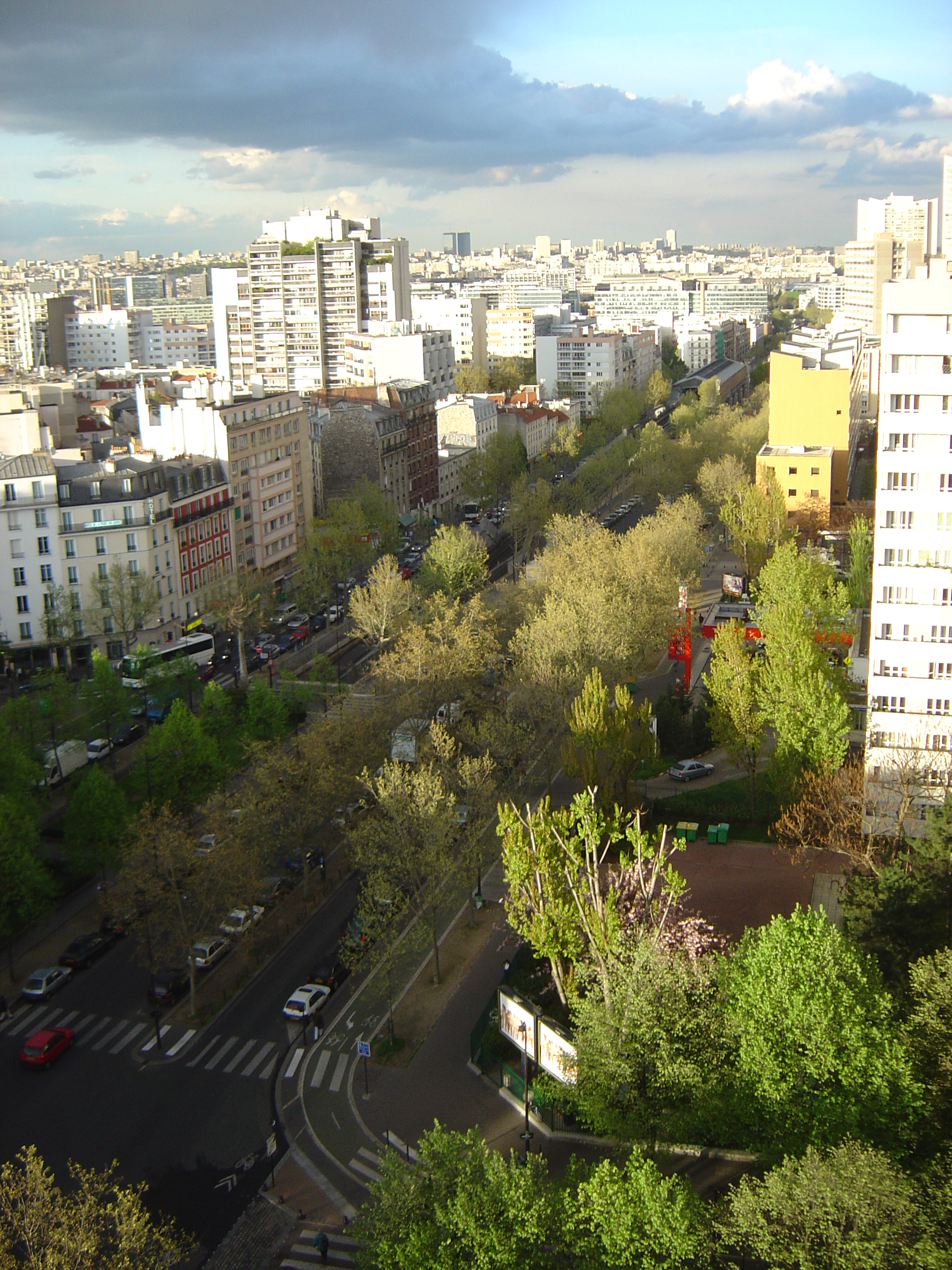
بلوار ونسان اوریول
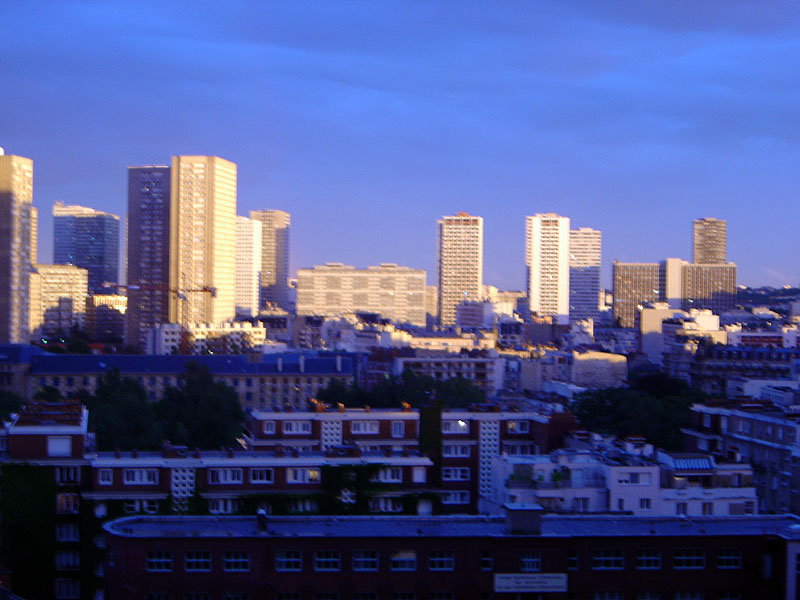
بخش بزرگی از منطقه ۱۳ در دهه ۷۰ میلادی با سبک مدرنیستی بازسازی شد
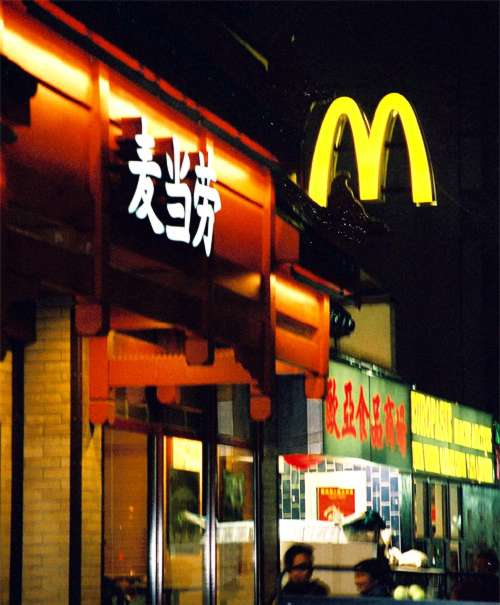
مک‌دونالد منطقه ۱۳ در محله چینی ها
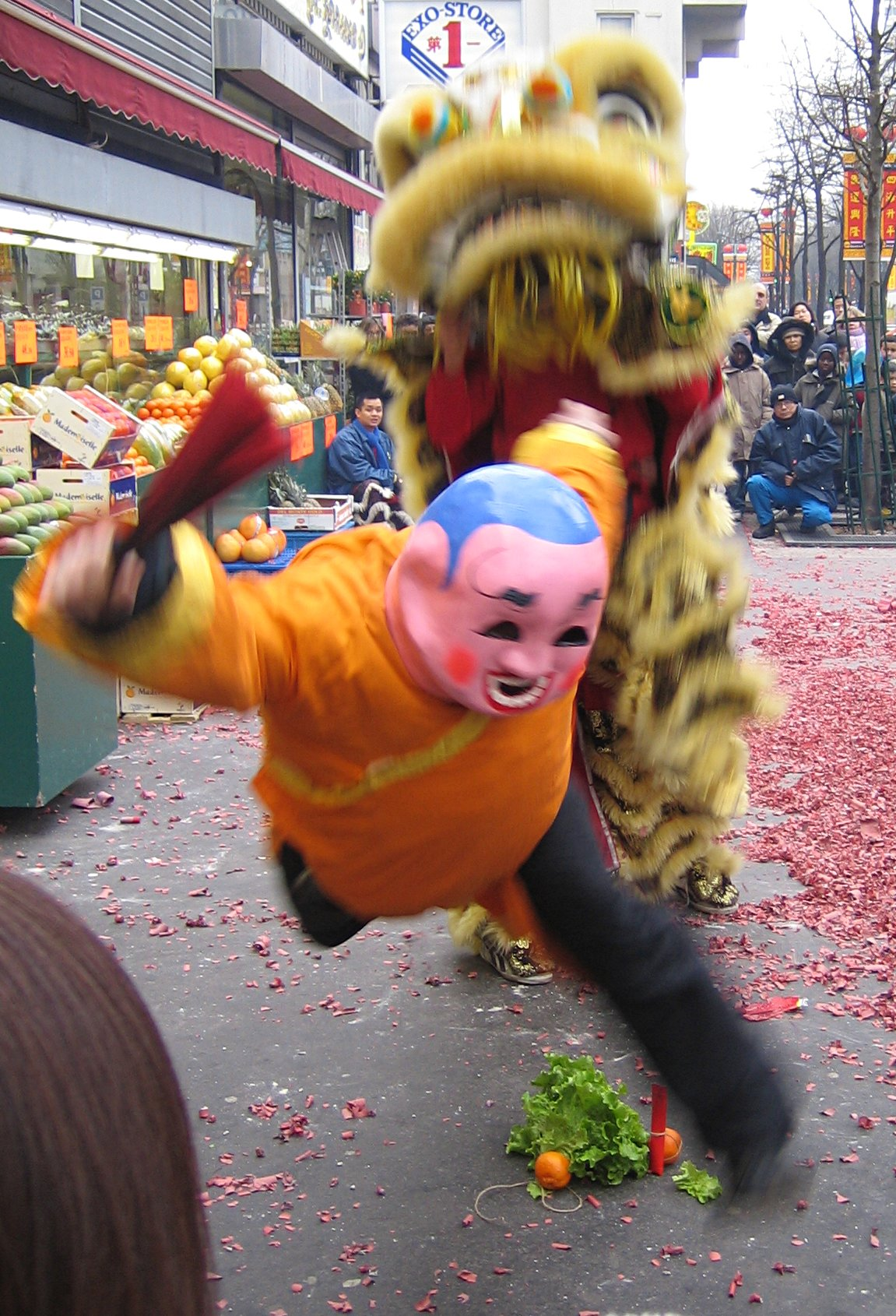
جشن سال نو چینی در منطقه ۱۳
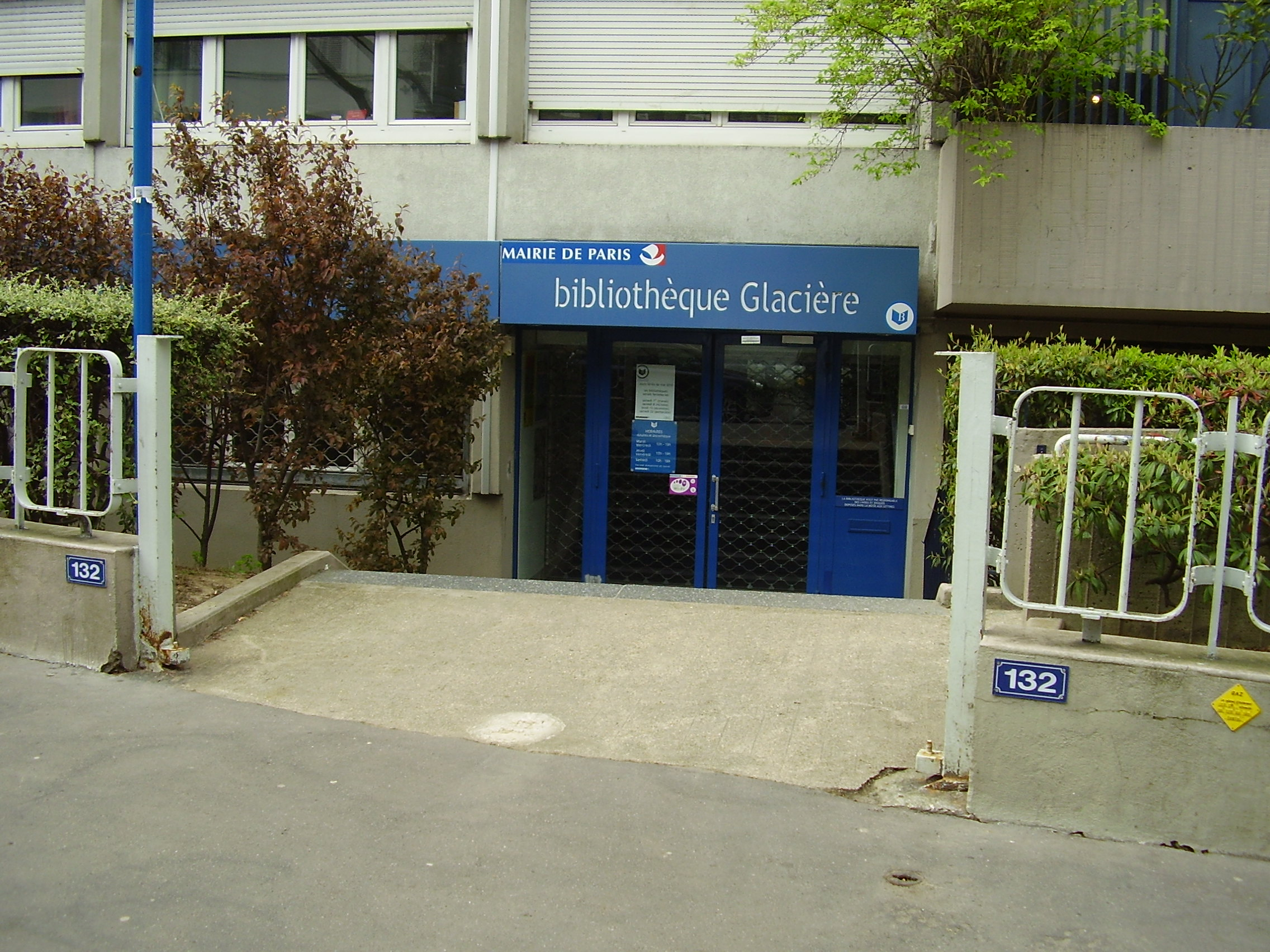
کتابخانه گلاسیر
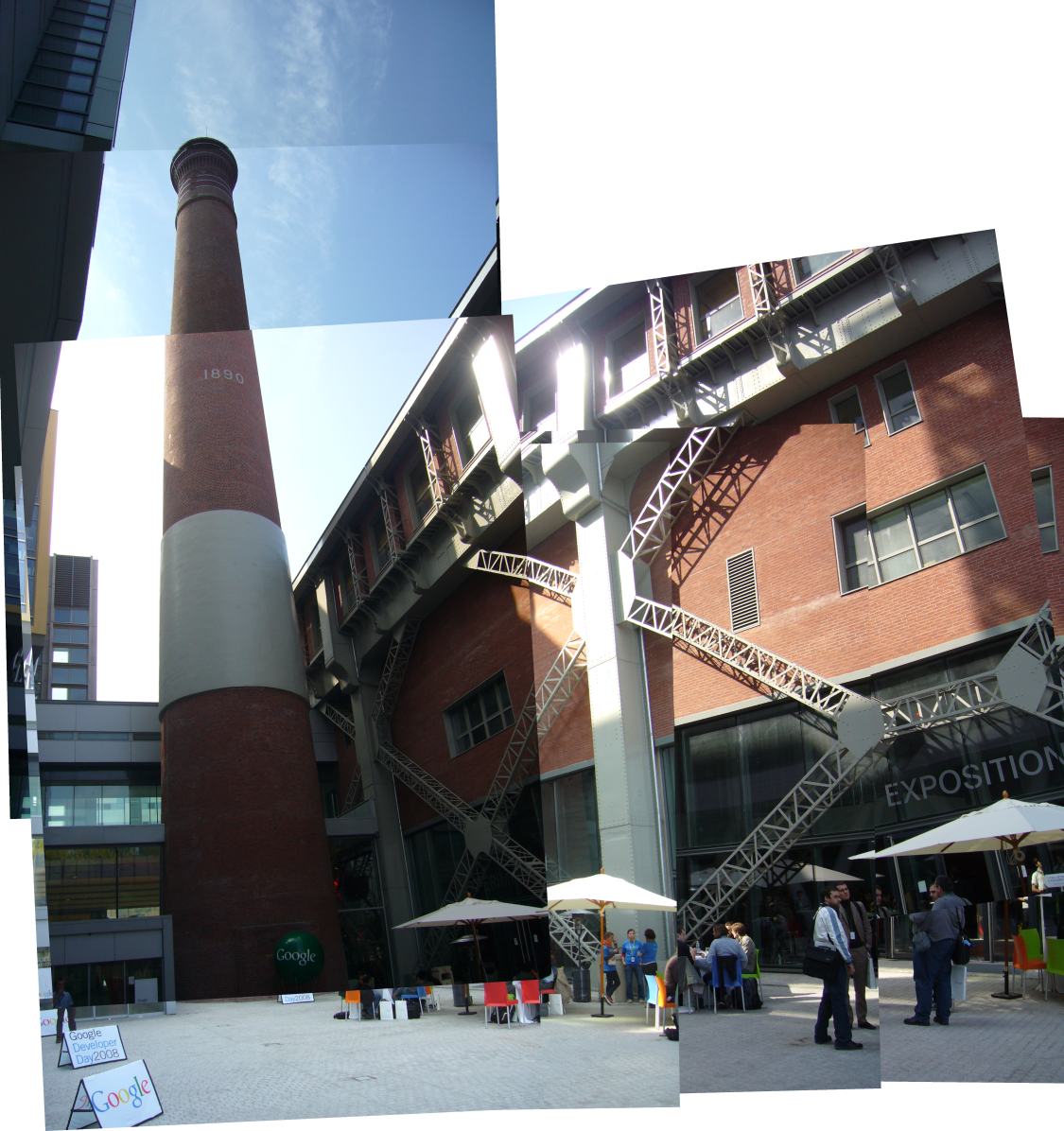
دانشکده ملی معماری